# Prix Lequeux
Pour les articles homonymes, voir Lequeux.
Le prix Germaine-André Lequeux est une distinction d'un montant de 1 500 euros attribuée « à tout chercheur ou chercheuse de nationalité française, travaillant sur un sujet de caractère scientifique ou littéraire, désintéressé ou utilitaire ». Il est remis alternativement sur proposition de l’Académie française, de l’Académie des inscriptions et belles-lettres, de l’Académie des sciences et de l’Académie des sciences morales et politiques,.

## Liste des lauréats

### Années 1980
- 1983 : Jean Lassus[3] (proposition de l’Aibl).
- 1984 : Yves Lefèvre[4] (proposition de l’Aibl).
- 1988 : Ève Menei (1963-....) pour ses Restaurations de papyrus et ses recherches dans ce domaine[5] (proposition de l’Aibl)

### Années 1990
- 1991 : Youssef Ishaghpour[2] (proposition de l’AF).
- 1992 : Jean Leclercq pour ses recherches sur la culture monastique du Moyen Âge[6] (proposition de l’Aibl)
- 1993 : Guy Métivier (proposition de l’AdS).
- 1995 : Jean Ferron[2] (proposition de l’AF).
- 1999 : Sylvie Doizelet[2] (proposition de l’AF).

### Années 2000
- 2000 : Hervé Zwirn pour son ouvrage Les limites de la connaissance (proposition de l’AdS).
- 2002 : Françoise Bergerat[7],[8] (proposition de l’AdS).
- 2005 : 
  - Anne-Sophie Lavefve Laborderie (1973-....) pour La pérennité contractuelle[9],[10] (proposition de l’Asmp)
  - Ronald Zins (1955-....) pour 1815, l'armée des Alpes et les Cent-Jours à Lyon[9] (proposition de l’Asmp)
- 2006 : 
  - Hervé Le Coroller[11],[8] (proposition de l’AdS).
  - Julien Dejonghe[11],[8] (proposition de l’AdS).
- 2007 : Marine Roy-Garibal pour Le Parnasse et le Palais. L’œuvre de Furetière et la genèse du premier dictionnaire encyclopédique en langue française[2] (proposition de l’AF).
- 2008 : Mohammad Ali Amir-Moezzi pour Dictionnaire du Coran (proposition de l’Aibl).
- 2009 : Clément Chauvet[12]

### Années 2010
- 2010 : 
  - Émilie Beck-Saiello pour Pierre-Jacques Volaire (1729-1799, dit le chevalier Volaire)[2] (proposition de l’AF).
  - François Nez[8] (proposition de l’AdS).
- 2012 : Georges Kleiber[13] (proposition de l’Aibl).
- 2013 : Stéphan-Éloïse Gras, doctorante en sciences de l’Information et de la Communication au Celsa (Université Paris-Sorbonne) et en philosophie à l’Université Paris VIII Vincennes–Saint-Denis[14] (proposition de l’Asmp).
- 2014 : Jean-François Carpentier[15] (proposition de l’AdS).
- 2017 : Olga Medvedkova[16] (proposition de l’Aibl).
- 2018 : Corinne Doria (1978-....) pour son ouvrage Pierre Paul Royer-Collard, un philosophe entre deux révolutions, Rennes (Presses universitaires de Rennes), 2018[14] (proposition de l’Asmp).
- 2019 : Daniel Kunth pour l'ensemble de son activité de vulgarisation[17] (proposition de l’AdS).